# Narcissus tingitanus
Narcissus tingitanus är en amaryllisväxtart som beskrevs av Francisco Javier Fernández Casas. Narcissus tingitanus ingår i släktet narcisser, och familjen amaryllisväxter. Inga underarter finns listade i Catalogue of Life.